# Henri Eyebe Ayissi
Henri Eyebe Ayissi, né le 24 septembre 1955 à Mbele II dans le département de la Lekié (région du Centre), est un homme politique camerounais. 
Le 2 octobre 2015, il devient ministre de l'Agriculture et du Développement rural dans le troisième gouvernement Philémon yang. Le 4 janvier 2019, il est nommé ministre des Domaines, du Cadastre et des Affaires foncières.

## Biographie

### Études
Il est diplômé d'une licence et d'un doctorat en droit public de l'université de Yaoundé. En 1981, il obtient  une formation d'administrateur civil de l’École Nationale d'Administration et de la Magistrature (ENAM). En 1987, il est admis au concours professionnel pour le recrutement des administrateurs civils principaux.

## Activités
En 1981, à sa sortie de l'ENAM, il intègre la fonction publique à l'Inspection Générale de l’État. Durant la période allant de 1982 à 1984, il occupe tour à tour les fonctions de chef de service des affaires juridiques, puis Directeur adjoint des affaires législatives et réglementaires aux services du premier ministre. Par la suite, il devient chef de la division des études et de la  réglementation au ministère de la fonction publique, puis chargé d'études No 01 à la division des affaires juridiques au ministère des du plan et de l'aménagement du territoire, puis secrétaire des conseils ministériels à la Présidence de la République.

## Mandats ministériels
- 1990-1992 : Ministre de l'Urbanisme et de l'Habitat[4];
- 2007-2011 : Ministre des Relations extérieures;
- 2012-2015 : Ministre délégué à la Présidence chargé du Contrôle supérieur de l’État;
- 2015-2019 : Ministre de l'Agriculture et du Développement rural.
- Depuis 2019 : Ministre des Domaines, du Cadastre et des Affaires foncières.